# Cyclosa dianasilvae
Cyclosa dianasilvae Levi, 1999 è un ragno appartenente alla famiglia Araneidae.

## Etimologia
Il nome della specie deriva dalla collezionista ed aracnologa peruviana Diana Silva Davila

## Caratteristiche
L'olotipo femminile ha dimensioni: cefalotorace lungo 1,5mm, largo 0,8mm; opistosoma lungo 2,8mm.

## Distribuzione
La specie è stata reperita in Ecuador e Perù: nella Reserva de producción faunística Cuyabeno, appartenente alla provincia ecuadoregna di Sucumbíos e nella Zona Reservada Tambopata appartenente alla regione peruviana della Madre de Dios.

## Tassonomia
Al 2013 non sono note sottospecie e dal 1999 non sono stati esaminati nuovi esemplari.